# Hidrocarbonetos aromáticos policíclicos
Os Hidrocarbonetos Aromáticos Policíclicos (HAPs) constituem uma família de compostos caracterizada por possuírem 2 ou mais anéis aromáticos condensados. Estas substâncias, bem como os seus derivados nitrados e oxigenados, têm ampla distribuição e são encontrados como constituintes de misturas complexas em todos os compartimentos ambientais.

## Tipos de HAP

Existem muitos HAPs, mas o mais estudado é o benzo[a]pireno (BaP). Tanto estes, como os seus derivados são formados pela combustão incompleta de material orgânico.
De maneira geral, tanto os HAPs como os seus derivados estão associados ao aumento da incidência de diversos tipos de cancro em animais, mas ainda não é claro se causam cancro no homem.
São poluentes orgânicos de grande persistência ambiental, e muitos deles são capazes de reagir, após transformações metabólicas (bioactivação prévia das enzimas do citocromo P450), com o ADN, tornando-se carcinogénicos e potenciais mutagénicos.
As propriedades físico-químicas dos HAPs são, em grande parte, determinadas por seus sistemas de duplas conjugadas, que variam com o número de anéis e portanto, com suas massas moleculares.
A complexidade e composição de misturas de HAPs depende das suas fontes emissoras. Em geral essas misturas são muito complexas, contendo uma grande variedade de HAPs em diferentes níveis de concentração.
Devido ao seu carácter ubiquitário, constituem uma ameaça potencialmente fatal para a saúde de toda a população.
Os HAPs são uma família extensa, os mais estudados e com maior risco para a saúde são:

### Benzo[a]antraceno
O benzo(a)antraceno é um contaminante derivado da combustão incompleta do material orgânico. Esse composto é hidrocarboneto poliaromático (HPA) que apresenta quatro anéis aromáticos.

#### Propriedades Físico-químicas
As propriedades físicas e químicas do benzo(a)antraceno, assim como de todos os HPAs são bastante influenciadas pelo sistema de duplas ligações conjugadas presentes nas estruturas desta classe de compostos e são fundamentais para descrever a dinâmica e as reações  desse composto no meio ambiente.
| CAS                                             | 56-55-3  |
| Fórmula Molecular                               | C18H12   |
| Massa Molecular                                 | 228,30   |
| Ponto de Fusão (°C)                             | 84,0     |
| Ponto de Ebulição (°C)                          | 437,6    |
| Solubilidade (mg/L)                             | 0,0094   |
| Log Kow                                         | 5,76     |
| Log Koc                                         | 5,36     |
| Constante da Lei de Henry (atm-m³/mole) (25 °C) | 1.2E-005 |
| Pressão de Vapor (mm Hg) (25 °C)                | 2.1E-007 |
| Atmospheric OH Rate Constant (cm³/molécula-s)   | 5E-011   |

TABELA
A partir das propriedades deste composto é possível determinar que o benzo(a)antraceno apresenta altas temperaturas de fusão e de ebulição, é sólido à temperatura ambiente e apresenta baixas  pressão de vapor e constante de Henry, o que faz com que tal composto tenda a se distribuir entre as fases do ar. Este composto é pouco solúvel em água, porém, é solúvel em solventes orgânicos e é altamente lipofílico. Por isso, tende a se acumular em tecidos lipídicos de plantas e animais; com relação às plantas, este composto concentra-se mais na superfície (peles e folhas) do que nos tecidos internos.
O coeficiente de partição octanol-água (Kow) é relativamente elevado, o que permite que composto em estudo apresente elevada afinidade por fases orgânicas e lipofílicas, bem como um importante potencial de adsorção sobre as matérias particuladas em suspensão no ar e a água, bem como um forte potencial de bioacumulação nos organismos. O benzo(a) antraceno é quimicamente inerte, porém, quando reage, participa de reações de substituição eletrofílica e de adição.

#### Riscos
A contaminação de rios, mares e florestas e, também da atmosfera por benzo(a)antraceno pode causar diversos danos irreparáveis à natureza e à saúde humana. Esse composto pode agir sobre os organismos diretamente ou através de seus derivados, principalmente.  A exposição biótica ao benzo(a)antraceno pode ocorrer pela inalação, pela pele  ou pela ingestão de alimentos ou de água contaminada.  Para os seres humanos podem ser acrescentadas outras vias de exposição tais como: hábito de fumar, inalação (passiva) de fumaça de cigarros e a exposição ocupacional em atividades ou processos que envolvam a produção ou manuseio de matérias-primas que sejam compostos por essa substância.
O benzo(a)antraceno é um composto mutagênico para uma ampla variedade de organismos, que incluem invertebrados, peixes, anfíbios, aves, mamíferos e o ser humano podendo causar modificações da proliferação de tecidos, como da medula óssea, dos órgãos linfáticos, das gônadas e do epitélio intestinal. Esse composto também cancerígeno, principalmente quando o organismo é exposto a ele pela via respiratória e/ou dérmica, podendo provocar tumoração em animais e mutação em bactérias.
É válido ressaltar que o caráter lipofílico do benzo(a)antraceno permite que ele entre com bastante facilidade nas membranas celulares, permitindo que se acumule em diversos tecidos. Ele é metabolizado em compostos mais hidrossolúveis o que facilita a sua eliminação através da excreção pelo sistema digestório e pelos rins.
Parte da alta toxicidade desse composto é justificada pela sua capacidade de bioacumulação em diversas de espécies de organismos.  Além da bioconcentração direta da água, pode haver absorção a partir dos alimentos.
As plantas também podem absorver benzo(a)antraceno. A principal via de exposição é a atmosfera, acompanhada em segundo lugar pelo solo.  Assim, as plantas de folhas largas contêm geralmente mais benzo(a)antraceno do que as de folhas estreitas; e a  superfície externa das plantas contém mais desse composto do que as estruturas internas. Após a absorção, há pouca transferência ou deslocamento desse HPA ao interior do vegetal.

#### Destinos e Transporte do Poluente no Ambiente
O Benzo(a) antraceno pode sofrer reações somo evaporação, oxidação, dispersão, sedimentação, dissolução e biodegradação. Entretanto, devido às características que este composto possui, as reações mais importantes são a oxidação, dispersão, biodegradação e sedimentação. Isso porque o benzo(a)antraceno não tende a evaporar muito, pois é pouco volátil devido à baixa presão de vapor (2,1 x 〖10〗^(-7)mmHg) e à baixa Constante de Henry (1,2 x 〖10〗^(-5)atm-m³/mol) , permanecendo mais tempo na coluna d’água e também não tende a sofrer dissolução, por tratar-se de um composto pouco solúvel (solubilidade = 0,0094 mg/L). Porém, quando em água, sofre oxidação devido à ação do O, dos sais e dos raios solares. Na atmosfera sofre principalmente fotólise e fotooxidação. Por ser um composto hidrofóbico e com alto Kow (Log Kow: 5,76), se agrega mais facilmente a partículas em suspensão que posteriormente decantam, carregando o composto e facilitando assim, sua dispersão pela movimentação da água. Além dessas reações o composto pode sofrer biodegradação em água e nos sedimentos.
Após um derrame no solo de benzo(a)antraceno é provável que grande parte do volume fique retido nas camadas superficiais do solo, pois é fortemente adsorvido pela matéria-orgânica (alto Kow). Em água, também será adsorvido em sedimentos e partículas na coluna de água, incluindo fitoplâncton e zooplâncton, o que também está relacionado ao alto valor de Kow.
Este composto tende a ir muito pouco para a atmosfera, devido à baixa pressão de vapor e também à baixa constante de Henry. O volume deste composto que vai para a atmosfera é encontrado tanto como vapor livre quanto adsorvido em partículas, que serão transportadas e estarão sujeitas ao assentamento gravitacional e à limpeza pela chuva e pela neve.
O benzo(a)antraceno é um composto químico apolar, o que limita a sua reação e solubilidade na água, favorecendo a sua adesão à partículas sólidas, como sedimentos, porém, diferentes reações podem ocorrer, como a oxidação, onde ocorre a combinação dos hidrocarbonetos com o oxigênio, formando compostos hidrossolúveis. Quando a oxidação antecede a hidrólise, pode ocorrer a formação de diolepóxidos.
Os sais presentes em água, bem como a incidência de raios solares aceleram esse processo. Pode ocorrer também a sedimentação, por se tratar de um composto hidrofóbico, se agrega mais facilmente a partículas em suspensão que depois se decantam ou carregam o composto. Quando há presença de fungos e bactérias o composto pode sofrer biodegradação pelo próprio metabolismo destes organismos.